# Ломов Олександр Васильович
Олександр Васильович Ломов (3 січня 1928 , Воронезька область  — 27 січня 1994 ) — радянський будівельник і державний діяч. Почесний громадянин Павлодара.

## Біографія
Олександр Ломов народився 3 січня 1928 року у Воронезькій області.
У 1950 році закінчив Воронезький інженерно-будівельний інститут за спеціальністю «інженер-будівельник».
Почав працювати виконробом в Ленінабаді в Таджицькій РСР.
У 1957 році переїхав до Павлодара. Тут був головним інженером, начальником 3-го будівельного району управління «Павлодарбуд», керуючим трестом «Павлодарпромбуд», начальником управління «Главпавлодарбуд». За цей період зробив значний внесок у промисловий розвиток міста: за безпосередньої участі Ломова в Павлодарі зведено тракторний, алюмінієвий, нафтопереробний, феросплавний та хімічний заводи, меблева фабрика, м'ясокомбінат, вугільний розріз «Богатир», будівельні об'єкти. За час роботи у будівництві Ломов виховав чимало керівників, які потім успішно працювали у цій галузі.
В 1979 році призначений міністром будівництва підприємств важкої індустрії Казахської РСР.
У 1984—1986 роках працював на посаді заступника міністра сільського господарства Казахської РСР.
У 1986—1987 роках начальник головного управління капітального будівництва «Держагропрому».
Нагороджений орденами Леніна, «Знак Пошани», Жовтневої Революції, Трудового Червоного Прапора, іншими медалями. Заслужений будівельник Казахської РСР (1970).
27 січня 1993 року постановою Павлодарської міської Ради народних депутатів удостоєний звання почесного громадянина Павлодара.
Помер 27 січня 1994 року.

## Пам'ять
9 березня 1994 року постановою голови Павлодарської міської адміністрації вулиця Свердлова в Павлодарі перейменована на вулицю Ломова.